# Rózsásfejű ricsóka
A rózsásfejű ricsóka (Eurylaimus javanicus) a madarak osztályának  verébalakúak rendjébe és a ricsókafélék (Eurylaimidae) családjába tartozó faj.

## Előfordulása
Brunei, Kambodzsa, Indonézia, Laosz, Malajzia, Mianmar, Thaiföld és Vietnám nedves alföldi erdeiben honos.

## Alfajai
- Eurylaimus javanicus billitonis
- Eurylaimus javanicus brookei
- Eurylaimus javanicus friedmanni
- Eurylaimus javanicus harterti
- Eurylaimus javanicus javanicus
- Eurylaimus javanicus pallidus

## Megjelenése
Tollazata túlnyomóan szürkésborvörös, s ez a szín a háton feketébe megy át és sárgával tarkázott. Feje teteje és torka tája, a tollvégek hamuszürke színe következtében vörhenyesszürkének látszik, nyaka hátulja és tarkója vörösbe, nyaka eleje, melle és a többi alsó része pedig borvörös színű a mellén levő keskeny szalag fekete, tisztán kivehető vörhenyes árnyalattal. Dolmánya, válla és a farcsík közepe szintén fekete. A vállfedőtollak külső és a hát középső tollainak belső zászlója tövig, a farcsík középső tollainak a hegye, a szárnyorom és az alsó szárnyszegély, a hátulsó és alsó szárnyfedőtollak, úgyszintén a másodrendű evezők külső zászlójának a szélén látható keskeny félhold alakú folt élénk kénsárgák. Egyébként az evezők feketebarnás-szürkék, a farktollak feketék, kivéve a belső zászló hegyén lévő keskeny fehér harántfoltot, mely alulról nézve szalagnak látszik. A két középső farktollon hiányoznak ezek a fehér foltok, viszont a külsőkön mind a két zászlót borítják. Csőre kék, lábai sárgásbarnák.

## Szaporodása
Fészke körte alakú, amely egy nagy fa alsó ágára van felfüggesztve. A fészkét bambusz galyakból, levelekből, páfrány galyakból és gyökerekből építi. A külsejét mohával, zuzmóval és pókhálóval díszíti. Belül levelekkel béleli.